# 海松新田
海松新田（みるしんでん）は、かつて岐阜県安八郡に存在した村である。現在の安八郡輪之内町の南西部に該当する。
江戸時代、海松村（現・輪之内町松内）の新田として開発された地域である。伊勢湾の入り江だった場所であり「海松」は古語では海草を意味したことから海苔に関連した地名と考えられている。

## 歴史
- 1622年（元和8年） - 海松新田が開発される[2]。
- 1875年（明治8年）1月 - 下大榑村、下大榑新田、福束新田、藻池新田、中郷新田、海松新田が合併し、福合村となる。
- 1881年（明治14年）12月8日 - 福合村が分割され、下大榑村、下大榑新田、福束新田、藻池新田、中郷新田、海松新田となる。
- 1889年（明治22年）7月1日 - 町村制施行により、海松新田が発足。
- 1897年（明治30年）4月1日 - 松内村、下大榑村、下大榑新田、福束新田、中郷新田、藻池新田、大吉新田と合併し、仁木村が発足。同日海松新田廃止。